# Камара на общините на Великобритания
Камарата на общините (на английски: House of Commons) е долната камара на парламента на Обединеното кралство, който включва освен нея и суверена и Камарата на лордовете (горна камара). И двете камари се събират в Уестминстърския дворец. Камарата на общините е демократично избирано тяло, състоящо се от 650 членове (Members of Parliament). Членовете се избират мажоритарно с относително мнозинство по избирателни райони и заемат постовете си до напускане на парламента (максимум 5 години след предишните избори).
Камарата на общините се появява в Англия през 14 век и на практика непрекъснато съществува оттогава, ставайки Камара на общините на Обединеното кралство Великобритания след политическия съюз с Шотландия и също, през 19 век, на Обединеното кралство на Великобритания и Ирландия след политическия съюз с Ирландия. Камарата на общините първоначално е с далеч по-малко власт от Камарата на лордовете, но днес законодателната ѝ власт надвишава тази на горната камара. Според Парламентарния закон от 1911 г. властта на Лордовете да отхвърлят повечето законопроекти е сведена до отлагаща власт. Правителството отговаря най-вече пред Камарата на общините; министър-председателя остава на поста си само докато запазва доверието ѝ. Почти всички министри произлизат от Камарата на общините и, с едно кратко изключение през 1963 г., всички министър-председатели от 1902 г.

## История
Днешният парламент на практика в голяма степен е потомък на Парламента на Англия, макар че Съюзният договор от 1706 г. и Актовете на съюза, които ратифицират договора създават нов Парламент на Великобритания на мястото на Парламента на Англия и Парламента на Шотландия. Към английския парламент са добавени 45 членове на парламента и 16 перове, които да представляват Шотландия. Актът на съюза от 1800 г., приет след премахването на ирландския парламент увеличава парламента с нови 100 ирландски членове за създаване на Парламента на Великобритания и Ирландия.
Парламентът на Англия се развива от съвета, който съветва английския монарх в Средновековието. Този кралски съвет се среща за кратки периоди и включва духовници, благородници, както и представители на графствата („рицари на графството“). Основното задължение на съвета е да одобрява данъци, предложени от краля. В много случаи обаче съветът изисква поправяне на неправди преди да пристъпи към гласуване на данъците. Така развива законодателна власт.

В „Образцовия парламент“ от 1295 г. са допуснати представители на градовете. Така става установена практика всяко графство да изпраща двама рицари на графството, а всеки град двама граждани. Първоначално гражданите са почти напълно безвластни. Докато представителството на графствата е фиксирано, монархът може да дава или отнема представителството на градовете по своя преценка. Каквото и да било показване на независимост от страна на гражданите би донесло изключване на техните градове от парламента. Рицарите на графството са в по-добра позиция, макар и с по-малко власт от аристократите във все още еднокамарния парламент. Разделението на парламента на две камари става по времето на крал Едуард III: рицарите и гражданите образуват Камарата на общините, а духовниците и благородниците Камарата на лордовете.
Въпреки че остават подчинени на краля и на Лордовете, Общините действат с увеличаваща се дързост. По време на Добрия парламент (1376) председателят на Камарата на общините (Speaker, букв. „говорител“), сър Питър де ла Мар, се оплаква от тежки данъци, изисква отчет на кралските разходи и критикува управлението на войската от краля. Общините дори обвиняват в измяна (импийчмънт) някои от кралските министри. Дръзкият председател е хвърлен в затвора, но скоро е освободен, след смъртта на Едуард III. При следващия крал, Ричард II, Общините отново започват да обвиняват погрешили министри на краля. Те настояват, че могат не само да контролират облагането с данъци, но и обществените разходи. Въпреки тези настъпления към власт обаче Общините все още остават много по-слаби от Лордовете и краля.
Влиянието на краля се увеличава по време на гражданските войни от късния 15 век, които унищожават властта на големите благородници. И двете камари на парламента държат малко власт в последвалите години и пълното върховенство на суверена е възстановено. Доминацията на монарха нараства допълнително по време на Тюдоровата династия през 16 век. Тази тенденция обаче е донякъде обърната, когато династията на Стюартите идва на власт през 1603 г. Първите двама монарси от династията, Джеймс I и Чарлс I провокират конфликти с Общините по въпроси като данъчното облагане, религията и кралската власт.
Различията между Чарлс I и парламента са големи и водят до Английската гражданска война, в която побеждават въоръжените сили на Парламента. През декември 1648 г. Камарата на общините е прочистена от Новата образцова армия, която се предполага, че е подчинена на парламента. „Чистката на Прайд“ действително е единственият военен държавен преврат в историята на Англия. Крал Чарлс I е обезглавен, а Горната камара е премахната. Еднокамерният парламент, който остава, по-късно е наречен „Rump Parliament“ (Остатъчен „заден“ парламент), тъй като се състои от само малък брой членове, подбрани от армията, някои от които са войници. През 1653 г., когато водещи фигури в парламента започват да изразяват несъгласие с армията, Оливър Кромуел го разпуска. Монархията, Камарата на лордовете и Камарата на общините са възстановени при Реставрацията през 1660 г. Влиянието на краля обаче е отслабено и намалява още повече, когато Джеймс II е свален по време на Славната революция от 1688 г.
През 18 век се появява постът на министър-председателя. Развива се идеята, че правителството остава на власт само докато запазва подкрепата на парламента, което води до първия вот на недоверие: когато правителството на лорд Фредерик Норт не успява да сложи край на Американската революция. Съвременната идея, че е нужна само подкрепата на Камарата на общините, обаче се налага по-късно. Традицията министър-председателят винаги да е член на Долната камара също датира от по-късно.
В началото на 19 век Камарата на общините преживява важен период на реформи. Те назряват, защото през годините се развиват няколко аномалии в представителството. Границите на избирателните райони не са променяни от 1660 г.; много райони, които някога са били важни, са западнали, но все още запазват право да избират двама членове. Най-прословутите от тези „изгнили райони“ е Олд Саръм, в който шестима гласоподаватели избират двама депутати; друг пример е район Дънуич, който няма избиратели, защото е пропаднал в морето. В същото време големите градове като Манчестър нямат отделно представителство. За отбелязване са и „джобните градове“, малки райони, контролирани от богат земевладелец или аристократ, чиито „кандидати“ неизменно са избирани.
Общините се опитват да решат тези аномалии чрез Реформения закон от 1831 г. Първоначално Камарата на лордовете не желае да одобри закона, но е принудена да отстъпи, когато министър-председателят лорд Грей съветва крал Уилям IV да разшири състава на Камарата на лордовете с реформаторски настроени перове. Реформеният закон от 1832 г., известен също като „Великият реформен закон“ премахва изгнилите райони, установява единни изборни условия за градовете и дава представителство на много градове с голямо население, но задържа някои от джобните градове. В последвалите години Камарата на общините става по-настъпателна; влиянието на Камарата на лордовете е намалено вследствие на Кризата за Реформения закон, а властта на покровителите е намалена. Лордовете по-неохотно отхвърлят закони, приети с големи мнозинства от Общините и се възприема политическият принцип, че е достатъчно само доверието на Камарата на общините, за да остане правителството на власт.
През втората половина на 19 век са въведени още много реформи. Реформеният закон от 1867 г. снижава имотния ценз за гласоподаватели в градовете, намалява представителството на градове с по-малко население и дава парламентарни места на няколко растящи индустриални града. Електоратът е разширен още повече със Закона за представителство на народа от 1884 г., според който имотният ценз в графствата е снижен. Законът за преразпределяне на места от 1885 г. замества всички райони с няколко представители с райони от по един представител.
През 1908 г. либералното правителство на Хърбърт Аскуит въвежда няколко програми за социално подпомагане, които, наред със скъпа надпревара във въоръжаването, принуждава правителството да иска по-високи данъци. През 1909 г. финансовият министър Дейвид Лойд Джордж предлага Бюджета на народа, който въвежда нов данък за богатите земевладелци. Силно консервативната Камара на лордовете обаче отхвърля предложението и правителството подава оставка. На парламентарните избори няма категоричен победител, но Аскуит запазва властта с подкрепата на по-малки партии. Тогава Аскуит предлага властта на Камарата на лордовете да бъде силно ограничена. След още едни избори през декември 1910 г. правителството на Аскуит приема закон, който да ограничи властта на Камарата на лордовете след като заплашва да я наводни с нови 500 либерални лордове, за да осигури приемането на закона. Така влиза в действие Парламентарният закон от 1911 г., който премахва законодателното равенство на двете камари. На Камарата на лордовете се позволява само да отлага повечето закони, за максимум от три парламентарни сесии или две календарни години (намалени до две сесии или една година от Парламентарния закон от 1949 г.). След приемането на тези закони Камарата на общините става доминиращото крило на парламента, на теория и на практика.
През 1918 г. се позволява на жени над 30 г. да гласуват, скоро след което се приема закон, който позволява на жени да се кандидатират за членове на Парламента по-възрастни от 21 години. Единствената жена, избрана през тази година, е ирландка от Шин Фейн, Констанс Маркиевич. Поради политиката на Шин Фейн на въздържане от участие в Уестминстър обаче тя никога не заема поста. По-късно тя става първата жена в Европа, която става член на правителство, министър на труда в Даал Еериан.
От 17 век на членовете на парламента не се плаща. Повечето от избраните имат частен доход, а някои разчитат на финансова подкрепа от богат покровител. На ранните лейбъристки членове на парламента често се осигурява доход от профсъюзи, но това се обявява за незаконно от отсъждане на Камарата на лордовете през 1910 г. Впоследствие е включена клауза в Парламентарния закон от 1911 г., с която най-сетне се въвеждат заплати за членовете. На министрите от правителството винаги се е плащало.

## Членове и избори
От 1950 г. всеки член на парламента представлява един избирателен район. Съществува все още техническа разлика между графски избирателни райони и градски избирателни райони, но единственият ефект на тази разлика е сумата пари, позволена на кандидат да харчи по време на кампания. Границите на избирателните райони се определят от четири постоянни Комисии за границите, по една за Англия, Уелс, Шотландия и Северна Ирландия. Комисиите провеждат общи прегледи на избирателните граници веднъж на 8 – 12 години, както и няколко междинни прегледа. При начертаването на граници, комисиите са длъжни да вземат под внимание местните правителствени граници, но могат да се отклоняват от това изискване, за да предотвратят големи несъразмерности между населенията на различни райони. Предложенията на Комисиите по границите са предмет на парламентарно одобрение, но не могат да бъдат поправяни. След следващия общ преглед на избирателните райони Комисиите по границите ще бъдат погълнати от Избирателната комисия, основана през 2000 г. Понастоящем Обединеното кралство е разделено на 646 избирателни района, от които 529 са в Англия, 40 в Уелс, 59 в Шотландия и 18 в Северна Ирландия.
Общите избори се провеждат, когато Парламентът е разпуснат от суверена. Времето на разпускането обикновено се определя от министър-председателя, но парламентарният мандат не може да надвиши 5 години, освен ако закон, удължаващ живота на парламента, гласуван от двете камари не получи кралско съгласие. По изключение Камарата на лордовете е запазила правото си на вето върху такъв закон.
Общи избори могат да бъдат свикани най-много 5 години след предишните, но точната дата е по преценка на министър-председателя. На практика министър-председателят обявява избори около 4 години в мандата си, ако неговото/нейното правителство е вероятно да получи добър резултат по това време. Според традицията всички избори в Обединеното кралство се провеждат в четвъртък.
Кандидат за избирателен район трябва да подаде документи за номинация, подписани от поне 10 регистрирани гласоподаватели от този избирателен район и да плати депозит от £500, който се възстановява само ако кандидатът получи поне 5% от гласовете. Депозитът цели да обезсърчи фриволни кандидати. Всеки избирателен район избира член, за което е достатъчно относително мнозинство. Малолетни, членове на Камарата на лордовете, затворници и умопобъркани не са квалифицирани да стават членове на Камарата на общините. За да може да гласува лицето трябва да бъде гражданин на Обединеното кралство, на Британска задморска територия, на република Ирландия или на член на Общността на нациите и да е навършило 18-годишна възраст. Същите изисквания важат и за парламентарните кандидати. До 2006 г. 21 години е бил прагът за кандидати за членове, а според Закон от 1701 само родени в кралството могат да бъдат кандидати („natural-born citizens“), което изискване е премахнато със закона за Британската националност от 1981 г. На британски граждани, живеещи в чужбина се разрешава да гласуват 15 години след преместването им. Никой не може да гласува в повече от един избирателен район.
Заплатата на член на парламента понастоящем е £63 291. Членовете също предявяват искане за разни офис разходи (за личен състав, поща, пътуване и пр.) и за членове, които не са от Лондон за поддържането на дом в Лондон.

## Процедура
Както Лордовете, Камарата на общините се събира в Уестминстърския дворец. Заседателната зала е малка и скромно декорирана в зелено, за разлика от голямата, пищно мебелирана в червено зала на Лордовете. Има пейки от двете страни залата, разделена от централна пътека. Това отразява дизайна на Параклиса на Сейнт Стивън, където се е събирала камарата до унищожаването му от пожар през 1834 г. Столът на председателя е в единия край на залата, пред него е масата на камарата, на която почива Жезълът. Членовете от правителството седят отдясно на председателя, а членовете от опозицията седят от негово ляво. Между двете страни се начертават две червени линии, на разстояние две дължини на меч, които традиционно не е позволено да се пресичат по време на дебат. Министрите от правителството и лидерът на опозицията и членовете на Кабинета в сянка седят на предните пейки („frontbenchers“). В залата има места само за 427 души. Членовете, които са закъснели, трябва да стоят близо до входа на Камарата, ако искат да слушат дебатите. Камарата заседава от понеделник до четвъртък, понякога и в петък. По време на национална тревога може да заседава и през уикенда.
Заседанията на Камарата са отворени за публика, но тя може да гласува по всяко време да заседава при затворени врата. (Това се е случвало само два пъти от 1950 г.) Според обичая член, който желаел закрито заседание можел да извика „I spy strangers“ („Съглеждам странници.“) и традиционно следва гласуване. Тази възможност обаче е премахната през 1998 г., защото е използвана за отлагане и смущаване на заседанията. Сега това може да стане само с подаване на официално искане. Публичните дебати се излъчват по радио и телевизия от BBC Parliament и се записват в Хансард (традиционно име на писмените протоколи).
Сесиите на Камарата на общините понякога са били смущавани от гневни протестиращи, които са хвърляли предмети от галериите като листовки, тор, брашно и кутия сълзотворен газ. Понякога дори членове са смущавали заседанията; през 1976 г. например консервативният член Майкъл Хесълтайн грабва и размахва Жезъла на Камарата по време на разгорещен дебат. Най-известното разстройване на работата на Камарата е причинено през 1642 г., когато крал Чарлс I влиза с въоръжен отряд, за да арестува петима парламентаристи за държавна измяна. Това се счита за нарушаване на привилегията на Камарата и е довело до традицията монархът да не може да влиза в нея.
Всяка година парламентарната сесия започва с Държавно откриване на парламента, церемония в Залата на лордовете, по време на която суверенът произнася реч, в която очертава законодателните планове на правителството. По време на дебати членовете говорят само ако бъдат поканени от председателя (или заместник-председателя, ако първият не присъства). Традиционно председателстващият редува в извикването членове на правителството и опозицията, като на министър-председателя и другите лидери се дава предимство. Членовете могат да се обръщат само към председателстващия офицер, другите членове се споменават само в трето лице. Също така членовете по традиция се идентифицират по избирателен район, а не по име "the Honourable Member for [constituency]", („почитаемият член за [избирателен район]“). Това може не винаги да се случва на заседанията поради трудността да се помнят всички избирателни райони, но задължително са прави в Хансардските протоколи. Председателят прилага правилата на Камарата и може да предупреждава и наказва членове, които се отклоняват от тях. Незачитане на инструкциите на председателя се счита за сурово нарушение на правилата и може да доведе до (временно) отстраняване на член от камарата. В случай на сериозни нарушения на реда председателя може да прекрати заседанието без гласуване.
Когато приключи дебат или когато се извиква Прекратяване предложението се подлага на гласуване. Камарата първоначално гласува с глас; председателят или заместник-председателят поставя въпроса и членовете отговарят с „Aye“ (Да) или „No“ (не) от двете страни на залата, а гласовете им се записват от писари. Председателстващият тогава обявява резултатът от гласуването, но ако неговата оценка е оспорена от член или ако гласното гласуване следва писмено гласуване, известно като разделяне. Когато става разделяне членовете влизат в едно от две фоайета (“Aye“ и „No“ фоайе) от двете страни на залата, където имената им се записват от писари. Член, който иска да се въздържи, влиза и в двете фоайета, давайки един глас за и един против. Във всяко фоайе има по един преброител (също член на парламента), който брои гласовете.
След завършване на разделянето преброителите дават резултатите на председателстващия, който ги обявява пред Камарата. Ако гласовете са равни, председателят дава решаващ глас. Традиционно решаващият глас се използва за позволяване на по-нататъшен дебат, ако това е възможно, или иначе да се избегне вземане на решение без мнозинство. Равните гласувания са рядкост – последното е от 1993 г. Кворумът на Камарата е 40 души за всяко гласуване. Ако са участвали по-малко от 40 члена, разделянето е невалидно.
Резултатите от повечето гласувания обикновено се знаят предварително, тъй като политическите партии нормално инструктират членовете си как да гласуват. Партиите обикновено поверяват на някои членове на парламента, известни като „камшици“ (whips), задачата да осигурят всички партийни членове да гласуват, както се иска. Членовете на парламента обикновено следват инструкциите; в противен случай рискуват да загубят доверие или да бъдат отстранени като кандидати на партията при бъдещи избори. Министри, младши министри или парламентарни частни секретари, които гласуват срещу инструкциите на „камшиците“, обикновено подават оставка. „Бунтовете на задните пейки“ („rebellions of the backbenchers“) са редки, но се случват. Когато са нарушени интересите на даден избирателен район, се дава повече свобода на неговия представител. При някои обстоятелства, като гласуване по въпросите за аборт и смъртно наказание например, се обявяват „свободни гласувания“, които позволяват на членовете да гласуват по съвест.

## Комисии
Парламентът на Обединеното кралство използва комисии за различни цели, например за преглед на законопроектите, при който може да им се правят поправки. Много важни законопроекти, както и някои важни финансови мерки обикновено се изпращат в „Комисията на цялата Камара“, която включва всички членове на Общините. Комисията заседава в залата на Камарата.
До 2006 г. законопроектите се разглеждат от Постоянни комисии, състоящи се от 16 до 50 члена, чието членство непрестанно се мени; нови членове се назначават при разглеждане на всеки нов законопроект. Няма официално ограничение на броя на Постоянните комисии, но обикновено техният брой е десет. Рядко законопроект е предаден на Специална постоянна комисия, която прави разследване и прави изслушвания. През ноември 2006 г. Постоянните комисии са заменени от Обществени законови комисии.
Камарата на общините има също няколко Избрани комисии, чието членство, както при Постоянните комисии, отразява силата на партиите. Всяка комисия избира свой председател. Основната функция на Ведомствена избрана комисия е да разглежда внимателно и разследва действията на определено ведомство на правителството.
Домашната комисия надзирава администрацията на Камарата и услугите, предоставени на членове. Други комисии са Съвместните комисии (които включват членове на Камарата на лордовете), Комисията по стандартите и привилегиите (която разглежда въпроси по парламентарните привилегии, а също и поведението на членовете) и Изборната комисия (която определя членството в други комисии).

## Законодателни функции
Върховенството на Камарата на общините по законодателни въпроси е осигурена от Парламентарни закони, според които определени типове закони могат да бъдат представени за Кралско одобрение без съгласието на Камарата на лордовете. Лордовете не могат да отлагат финансов законопроект (който според виждането на председателя на Камарата на общините засяга само националното данъчно облагане или обществени средства) за повече от един месец. Те не могат да отлагат повечето други обществени закони за повече от две парламентарни сесии или една календарна година. Само Камарата на общините има право да предлага закони за данъци или бюджет. Бюджетните закони, приети от Камарата на общините не могат да се поправят от Камарата на лордовете. Според Конвенцията от Солсбъри, Камарата на лордовете избягва да се противопоставя на законопроекти, обещани в предизборния манифест на правителството.

## Взаимоотношение с правителството
Макар че не избира министър-председателя, позицията на партиите в Камарата на общините е от първостепенна важност. Според традицията министър-председателят отговаря пред и трябва да има подкрепата на Камарата на общините. Така, когато постът на министър-председател е овакантен, суверенът назначава този, който е най-вероятно да има подкрепа на Камарата – нормално лидерът на най-голямата партия. Лидерът на втората най-голяма партия става Лидер на опозицията. В съвремието министър-председателят винаги е член на Камарата на общините.
Долната камара може да посочи липсата си на подкрепа за правителството като отхвърли вот на доверие или приеме вот на недоверие. Много други предложения са били считани за въпроси на доверие, макар да не са явно обявени като такива, например важни закони или годишния бюджета. Когато правителство е изгубило доверие министър-председателят е длъжен или да подаде оставка, за да освободи мястото за друг член на парламента, който може да спечели доверие или да поиска от монарха да разпусне парламента, с което да предизвика нови избори. Максималният мандат е 5 години, но е възможно приемане на закони, с които той да се удължи, както станало по време на двете Световни войни.
Министър-председателят може да се оттегли по свое желание, при което постът отива при новия лидер на неговата партия. До 1965 г. Консервативната партия няма механизъм за избиране на нов лидер и когато Антъни Идън подава оставка през 1957 г. без да препоръча наследник, партията не може да номинира такъв. Пада се на кралицата на назначи Харолд Макмилън след като се съветва с министри.
Камарата на общините надзирава правителството посредством „Време за въпроси“ (на английски: Question time), когато депутатите могат да задават въпроси на министър-председателя и на министрите. Времето за въпроси към министър-председателя е веднъж седмично, обикновено в сряда, за 30 минути. Според обичая членовете на правителствената партия и на опозицията се редуват при задаване на въпроси. Те могат да подават и писмени запитвания. На практика системата за задаване на въпроси слабо контролира правителството. През 20 век правителството е губило доверие само три пъти – два пъти през 1924 г. и веднъж през 1979 г. Понякога обаче заплаха от бунт от собствените депутати кара правителството да прави отстъпки. През 2006 г. например правителството търпи поражение относно Закона за тероризма. Надзорът на Избраните комисии е по-сериозен.
Камарата технически запазва правото да обвинява министри (импийчмънт) за техни престъпления. Те се съдят от Камарата на лордовете, където е необходимо обикновено мнозинство за осъждане. Последният случай обаче е от 1806 г. с виконт Мелвил.